# Egon
Egon je moško osebno ime.

## Izvor imena
Ime Egon je po izvoru nemško in je skrjšana oblika iz zloženih imen, ki imajo prvi člen Egin- ali Ecke-. Takšna imena so npr. Egbert, Eginald, Ecke, Eginhard (različica Einhard, švedsko Einar). Ime Egbert je zloženo iz starovisokonemških besed ecka v pomenu »meč« in beraht »bleščeč, slaven«, ime Eginald pa iz starovisokonemških besed agin »meč« in waltan »vladati«. Imenu Egbert ustreza staro angleško ime Eagbeorth.

## Pogostost imena
Po podatkih Statističnega urada Republike Slovenije je bilo na dan 31. decembra 2007 v Sloveniji število moških oseb z imenom Egon: 388.

## Osebni praznik
V koledarju je ime Egon zapisano 15. julija (Egon, nemški opat, † 15. jul. 1120).